# Agathosma alpina
Agathosma alpina är en vinruteväxtart som beskrevs av Schlechter. Agathosma alpina ingår i släktet Agathosma och familjen vinruteväxter. Inga underarter finns listade i Catalogue of Life.